# アドルフ (ザクセン州)
アドルフ（Adorf、IPA：[ˈadɔʁf]）は、ドイツ・ザクセン自由州南西部のフォーグトラントクライス地域に位置する、基礎自治体を成している小さな町。この基礎自治体の範囲内に含まれている小さな村であるゲッテングリュンは、チェコ共和国と国境を接している。

## 地名の由来
「ア (A)」は、水の流れ、ないし、河川を意味する古高ドイツ語 (aha) に由来しており、「ドルフ (Dorf)」は、「村」を意味する現代ドイツ語である。村名はドルフ・イン・デア・アウエ (Dorf in der Aue、「アウエの中の村」の意) に由来するとされ、「アウエ」は中高ドイツ語の「ouwe」、すなわち「水に囲まれた土地、島、湿った草原」などの意味であるため、「アドルフ (Adorf)」という地名は、「水面に面した村」といった意味に解釈できる。

## 歴史
マイセン辺境伯 1357-1485

 ザクセン選帝侯領 1485-1547

 フォーグトラント 1547-1569

 ザクセン選帝侯領 1569-1697

 ポーランド-ザクセン選帝侯領 1697-1706

 ザクセン選帝侯領 1706-1709

 ポーランド-ザクセン選帝侯領 1709-1763

 ザクセン選帝侯領 1763-1806

 ザクセン王国 1806-1918

 ドイツ帝国 1871-1918

 ドイツ国 1918-1933

 ドイツ国 1933-1945

 連合国軍占領下のドイツ 1945-1949

 東ドイツ 1949-1990

## 起源
古伝によれば、アドルフ (Adorf) という川沿いの村が3世紀はじめに成長したとされる。アドルフは、プラウエンからエーガー（Eger、後のヘプ）への経路にあり、1200年ころに拡大した。町は1290年に村の場所に建設された。1293年にはアドルフ・オピドゥム（Adorf opidum）として「町 (Stadt)」としての地位を獲得し、1328年にはシュタット・シュ・アードルフ (stat czu Ahdorf) として記録され、1461年にはアドルフ (Adruff)、さらに1557年にはアドロフ (Adroff) として言及された。
町を囲む城壁の建設は、1477年に始まった。当地では、立地のと交通上の好条件のため、様々な産業が発展し、工芸、紡績、織物、刺繍、螺鈿や、楽器製造などがおこなわれた。1498年には聖ヨハネ教会 (Johanniskirche) が建立された。1768年には、大火で町が破壊された。フォーグトラントに残る最後の町の城門 (town gate) である「自由市民門 (Freiberger Tor)」は、1768年から1773年の間に再建されたもので、木製の枠組の上階が設けられている。現在の市庁舎は1896年に建設されたが、当時は、市場となる広場の周辺の街路に多数の家屋が建設されていた時期であった。また、この建物の一部には、ライプツィヒの貧民のための療養所も設けられていた。

## 地理

1794年のアドルフの地図。

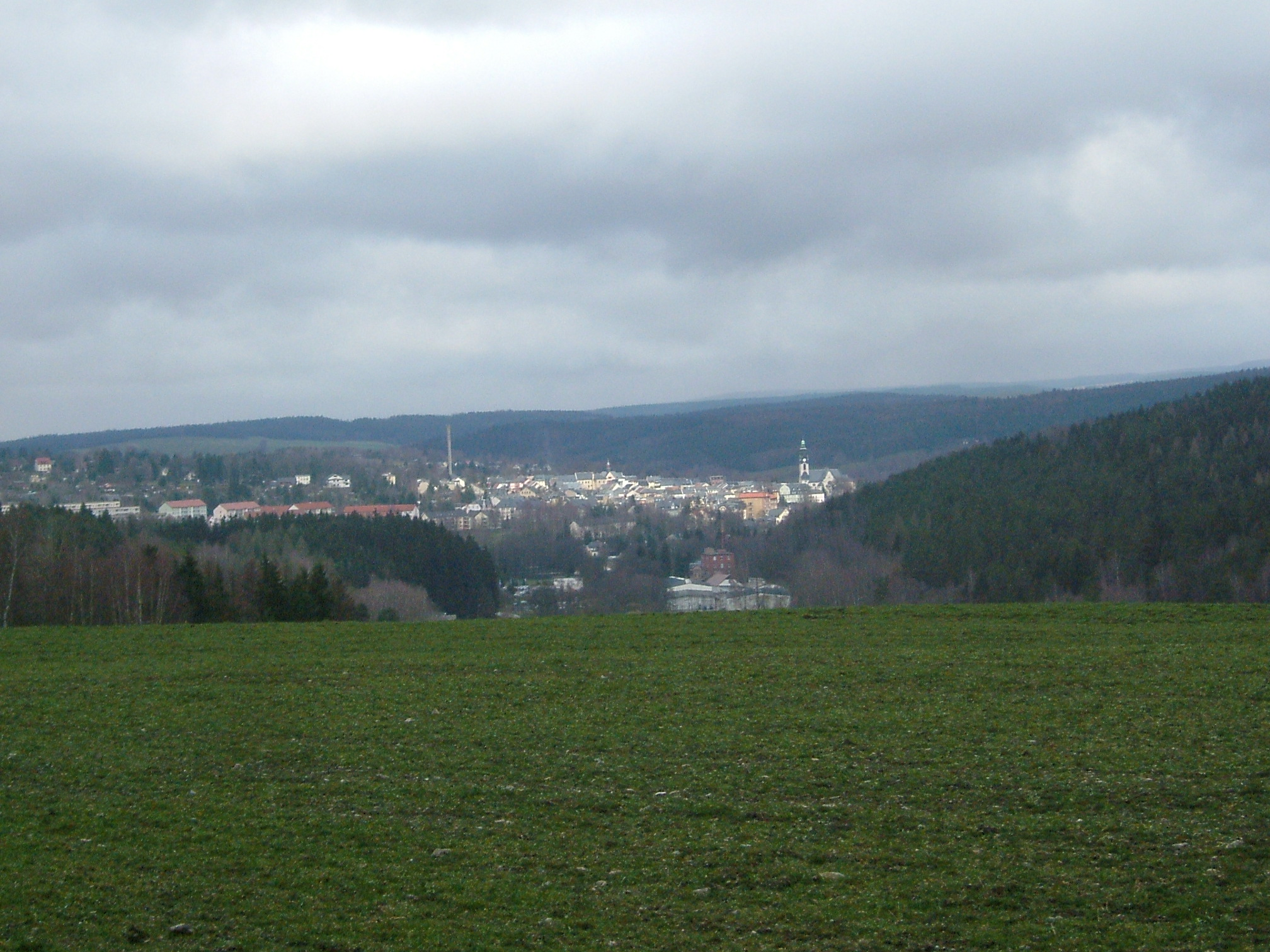
南方のブルンネンベルク (Brunnenberg) から眺めたアドルフ。

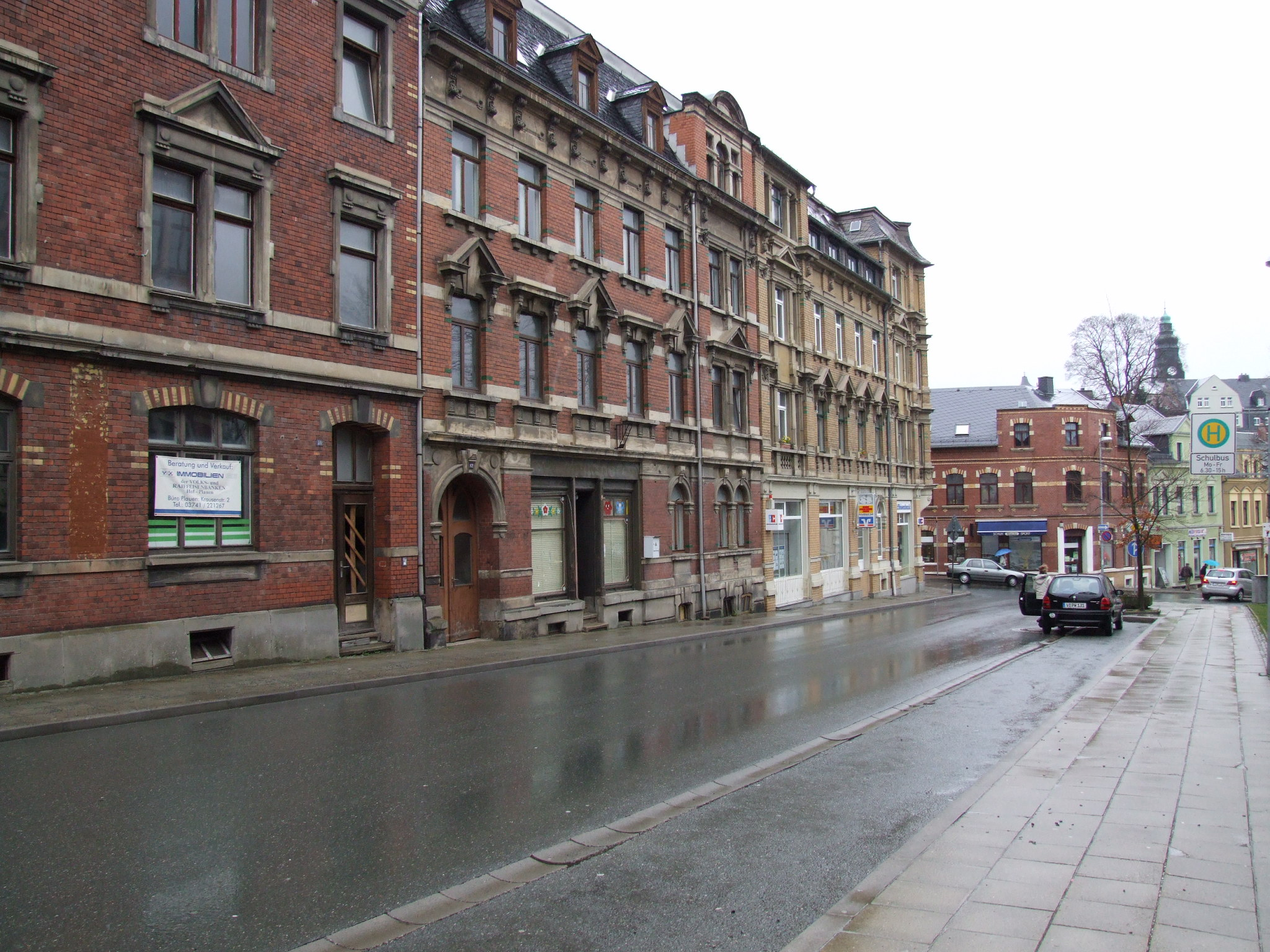
レッシング通り (Lessingstr.) に残る19世紀後半の建築物。

アドルフは、フィヒテル山地の一部を成す、比較的低い山陵であるエルスター山地に位置している。アドルフの領域に属する最も標高が低い地点は標高 415 m のレベルスロイトで、最も高いのはゲッテングリュンに近い「ホーハー・シュタイン（Hoher Stein：「高い石」の意）」の 632.9 m である。この「ホーハー・シュタイン」は、5km 東側に離れた位置にあるチェコのヴィソキー・カーメンとは別の山であるが、ドイツ語ではいずれも「ホーハー・シュタイン」と称される。
アドルフの町は、白エルスター川とシュバルツバッハ川の合流地点に位置している。いずれの川も、森林に深く覆われたV字谷を形成している。アドルフには、このほかにも、Tetterweinbach, Ameisenlohbach, Eisenbach など多くの小川が流れている。白エルスター川に沿って、連邦道路B92号線とともに、ドイツ鉄道のプラウエン - ヘブ線が通っており、ディー・レンダーバーン（州鉄道）が運営するアドルフ駅 (フォークトラント)も設けられ、プラウエン（フォークトラント）上駅とチェコ共和国のヘプ駅を結ぶこの路線によって、遠くはプルゼニ、ミュンヘン、プラハにもつながっている。
シュバルツバッハ川の源は、ヴィソキー・カーメンである。この川に沿って、連邦道路 B283 が通っており、ディー・レンダーバーンの鉄道支線が、マルクノイキルヒェン、クリンゲンタール、さらに、ツヴォータ、ツヴィッカウを結んでいる。
アドルフの領域内には、アーンスグリュン、レムテングリュン、ヘルムスグリュン (Hermsgrün)、レベルスロイト、ロイベタ、フライベルク、ユゲルスブルク、ゾルゲなどの村落が含まれている。
アドルフは、バート・エルスター、アイヒクト、マルクノイキルヒェン、ミューレンタール、そして、チェコ共和国と境界を接している。

## 人口
| - 1500年 - 1,000人 - 1779年 - 1,300人（272 戸） - 1801年 - 1,310人（268 戸） - 1815年 - 1,862人 - 1831年 - 2,395人（302 戸） - 1834年 - 2,348人（311 戸） - 1910年 - 7,887人 | - 1960年 – 8,832人 - 1971年 – 8,398人 - 1998年 – 6,396人 - 1999年 – 6,296人 - 2000年 – 6,214人 - 2001年 – 6,127人 | - 2002年 – 6,017人 - 2004年 – 5,817人 - 2005年 – 6,096人 - 2007年 – 5,563人 - 2008年 – 5,474人 - 2013年 – 5,178人 |

## 名所

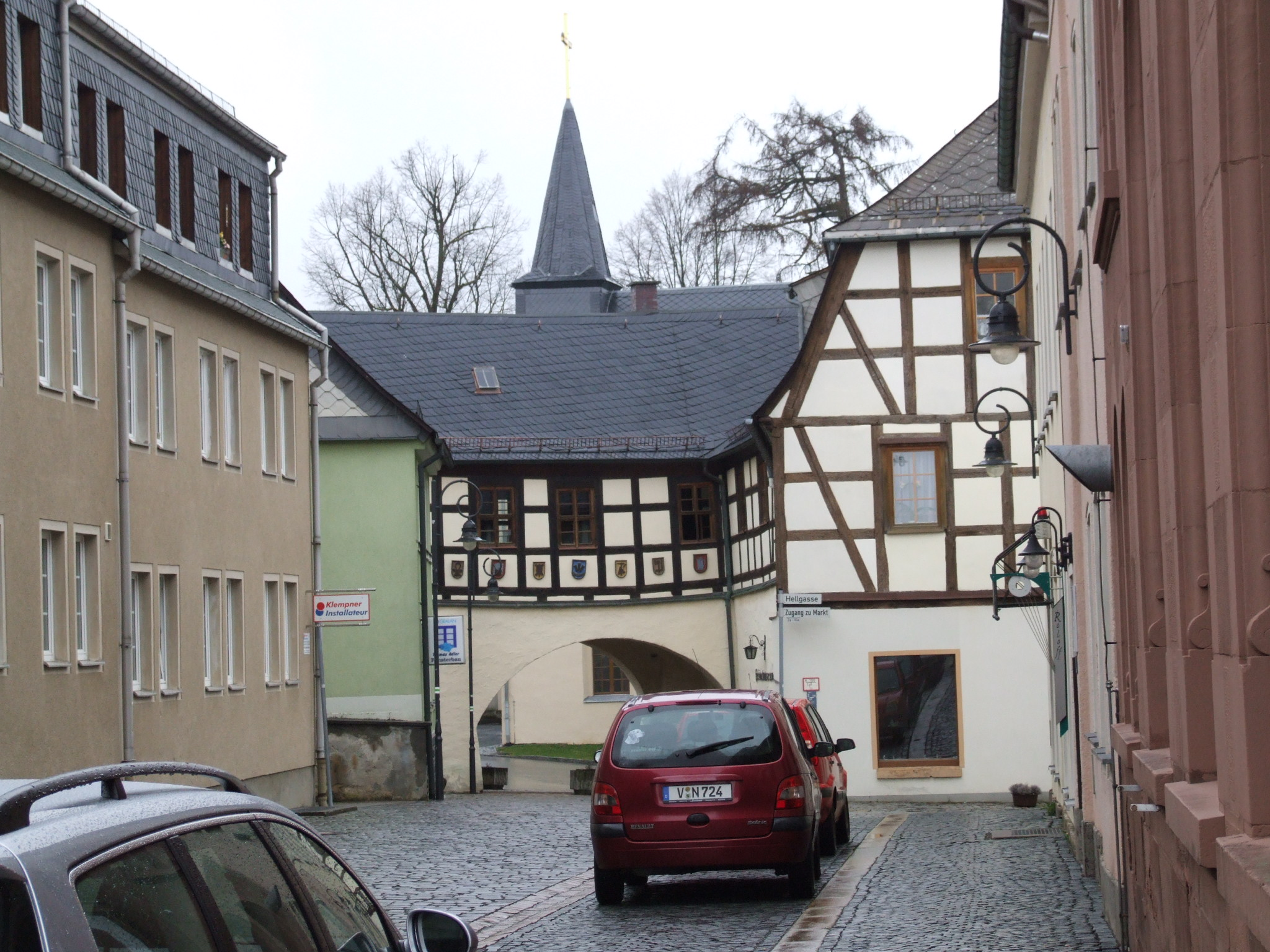
自由市民門（フライベルガー・トール）

自由市民門（フライベルガー・トール、Freiberger Tor）は、フォーグトラントクライスにおいて、唯一残存する町の城門であり、ドイツ最大の螺鈿細工の展示をおこなっている博物館が設けられている。アドルフの市場はフォーグトラントクライスで最も長く、231 m に達する。第一次世界大戦の戦没者を顕彰する戦争記念碑があり、1870年/1871年の独仏戦争の戦没者である3名の市民の名を記した銘板も設けられている。ヨハン・ヴォルフガング・フォン・ゲーテは、1795年7月3日から4日にかけての夜を、この町の旅人宿で過ごした。
町の近傍には、Miniaturschauanlage Klein-Vogtland という、フォーグトラントクライスの建物50棟を、25分の1の縮尺で再現した、観光地がある。アドルフ植物園は、世界中の高山植物を 11,000種以上集めている。

## おもな出身者

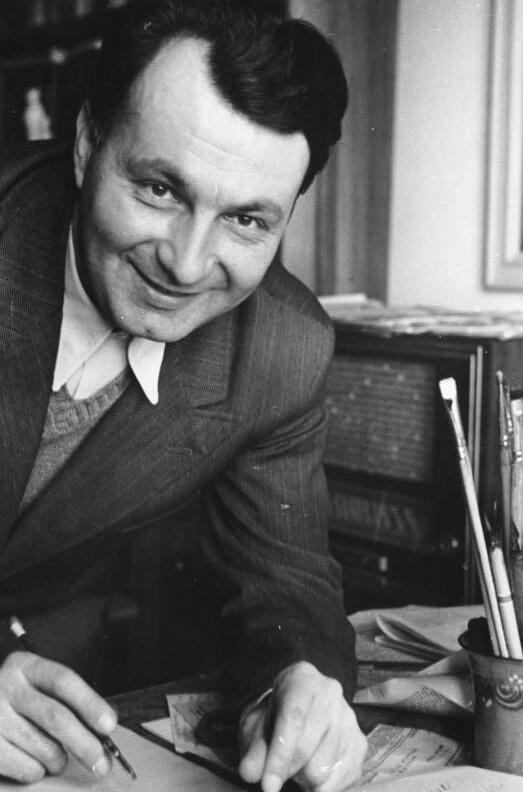
「e.o.plauen」、1943年撮影

- ヨハン・カスパール・ケルル (1627-1693) - オルガニスト、ハープシコード奏者、作曲家。
- カール・ゴットヘルフ・トート (de:Carl Gotthelf Todt) (1803-1852) - 1832年から1849年まで町長を務めた法曹、政治家。
- ヨハン・アダム・ヘッケル (1812-1877) - 楽器製作者。
- エーリヒ・オーザー (1903-1944) - 「e.o.plauen」という変名を用い、『Vater und Sohn』などの作品で知られた漫画家。ゲッテングリュン生まれ。